# Juliana Donald
Juliana Donald (Washington, 1º gennaio 1964) è un'attrice statunitense.

## Filmografia

### Cinema
- I Muppet alla conquista di Broadway (The Muppets Take Manhattan), regia di Frank Oz (1984)
- La rosa purpurea del Cairo (The Purple Rose of Cairo), regia di Woody Allen (1985)
- La retata (Dragnet), regia di Tom Mankiewicz (1987)
- Gli sgangheroni (Brain Donors), regia di Dennis Dugan (1992)
- Rinnegato (Midnight Man), regia di John Weidner (1995)
- A Civil Action, regia di Steven Zaillian (1998)
- One More Round (2005)

### Televisione
- Riptide - serie TV, episodio 2x01 (1985)
- Provaci ancora, Harry (The Law and Harry McGraw) - serie TV, 16 episodi (1987)
- Hotel - serie TV, episodio 5x13 (1988)
- Superboy - serie TV, episodio 1x10 (1988)
- La signora in giallo (Murder, She Wrote) - serie TV, episodio 5x13 (1989)
- Star Trek: The Next Generation - serie TV, episodio 3x14 (1990)
- 13º piano: fermata per l'inferno (Nightmare on the 13th Floor) - film TV, regia di Walter Grauman (1990)
- Agli ordini papà (Major Dad) - serie TV, episodio 2x10 (1990)
- Le inchieste di Padre Dowling (Father Dowling Mysteries) - serie TV, episodio 3x09 (1990)
- The Gambler Returns: The Luck of the Draw - film TV, regia di Dick Lowry (1991)
- Civil Wars - serie TV, un episodio (1992)
- Melrose Place - serie TV, episodio 1x14 (1992)
- Star Trek: Deep Space Nine - serie TV, episodio 3x16 (1995)
- Babylon 5 - serie TV, episodio 2x22 (1995)
- Murder One - serie TV, 6 episodi (1996)
- The John Larroquette Show - serie TV, un episodio (1996)
- Chicago Hope - serie TV, un episodio (1996)
- X-Files (The X-Files) - serie TV, episodio 6x15 (1999)
- Walker Texas Ranger (Walker, Texas Ranger) - serie TV, episodio 9x02 (2000)
- In tribunale con Lynn (Family Law) - serie TV, episodio 2x05 (2000)
- Il tocco di un angelo (Touched by an Angel) - serie TV, episodio 7x16 (2001)
- NYPD - New York Police Department (NYPD Blue) - serie TV, 8 episodi (2001)
- Senza traccia (Without a Trace) - serie TV, episodio 2x11 (2004)
- Giudice Amy (Judging Amy) - serie TV, episodio 6x02 (2004)
- Detective Monk (Monk) - serie TV, episodio 5x07 (2006)
- Settimo cielo (7th Heaven) - serie TV, episodio 11x10 (2006)
- Close to Home - Giustizia ad ogni costo (Close to Home) - serie TV, episodio 2x13 (2007)
- Le regole del delitto perfetto (How to Get Away with Murder) - serie TV, episodio 4x10 (2018)

### Animazione
- Lupin III - Il castello di Cagliostro (ルパン三世 カリオストロの城?, Rupan Sansei - Kariosutoro no shiro) (1979)
- Kate e Julie (ダーティペア?, Dāti Pea) (1987)
- Dirty Pair: The Movie (ダーティペア劇場版?, Daati Pea Gekijou-ban) (1986)
- Cyber Ninja (1988)
- 3×3 occhi (サザンアイズ?, Sazan Aizu, Sazan Eyes) (1991)
- Silent Möbius (サイレント・メビウス?, Sairento Mebiusu) (1991)
- Zeiram (ゼイラム?, Zeiramu) (1991)
- Babel II: Perfect Collection (1992)
- Hon ran (紅狼?) (1994)
- Babil Junior (バビル２世?, Babiru Ni-Sei) (1995)

## Doppiatrici italiane
Nelle versioni in italiano dei suoi lavori, Juliana Donald è stata doppiata da:
- Stefania Patruno in Provaci ancora, Harry
- Claudia Balboni ne La signora in giallo
- Laura Mercatali in X-Files